# تاكاشي كوشيموتو
تاكاشي كوشيموتو (باليابانية: 越本隆志) مواليد 5 يناير 1971 في فوكوكا، هو ملاكم ياباني يصنف ضمن فئة وزن الريشة. حقق بطولة المجلس العالمي للملاكمة.

## إحصائيات
خاض خلال مسيرته 43 نزالا، فاز في 39 وتعادل في 2 وخسر في 2. فاز بالضربة القاضية في 17 نزالا.

## روابط خارجية
- تاكاشي كوشيموتو على موقع بوكس ريك (الإنجليزية) (registration required)